# Spawn (komiks)
Spawn – amerykańska seria komiksowa autorstwa Todda McFarlane’a, ukazująca się w formie miesięcznika od 1992 roku nakładem wydawnictwa Image Comics. Do rysowników, którzy zajmowali się rysowaniem historii o Spawnie należą między innymi Todd McFarlane (który później zajął się scenariuszami), a także Greg Capullo. Dotychczas (stan na styczeń 2015 roku) ukazało się 250 numerów miesięcznika Spawn i wiele wydań pobocznych.
W Polsce Spawn ukazywał się nakładem wydawnictwa TM-Semic (1997–2001, numery 1–24) i Mandragora (2003–2006, numery 25–44).

## Fabuła
Główny bohater komiksu, Spawn, to w rzeczywistości pułkownik Al Simmons, członek amerykańskich służb specjalnych, który ocalił prezydenta USA przed zabójstwem. Po tym, jak został zamordowany na zlecenie swoich przełożonych, Simmons zawarł pakt z Szatanem, zwanym tu Malebolgią. W zamian za możliwość ponownego zobaczenia się z żoną, Simmons zgodził się służyć Piekłu jako obdarzony nadnaturalnymi mocami zabójca (jednak prawdziwym celem było jego przeszkolenie, wypranie z ludzkich uczuć i dołączenie jako generała do armii Malebolgii). Simmons powrócił do świata żywych, w nowym ciele zbudowanym z psychoplazmy, z lukami w pamięci oraz pilnowany przez wysłannika Piekła zwanego Klaunem, nieświadomy tego, że minęło pięć lat, a jego żona, Wanda, wyszła za mąż za jego najlepszego przyjaciela, Terry’ego Fitzgeralda. Taka manipulacja miała na celu wprowadzić zamieszanie w umyśle Spawna i wywołać gniew oraz frustrację spowodowaną świadomością kompletnej utraty przeszłego życia.

## Ekranizacje
Komiks został zekranizowany w 1997 roku, w reżyserii Marka A.Z. Dippé, później zaś powstał serial animowany produkcji HBO.